# Life of an American Fireman
Life of an American Fireman ist ein amerikanischer Kurzfilm aus dem Jahr 1903. Regie führten George S. Fleming und Edwin S. Porter. Der Film ist eine Hommage an die Arbeit der Feuerwehr. Der Film wurde im Januar des Jahres 1903 veröffentlicht und ist einer der ältesten amerikanischen Filme mit einer durchgehenden Handlung. Er wurde 2016 in das National Film Registry aufgenommen.

## Handlung
Der Film beginnt mit einer Traumsequenz, in der ein Feuerwehrmann von seiner Familie träumt. Wenig später löst jemand den Feuerwehralarm aus und sämtliche Feuerwehrmänner erwachen aus ihrer Nachtruhe. Sie rasen mit ihren Kutschen und Feuerspritzen zum brennenden Haus.
Dort versuchen sie das Haus von außen zu löschen. Einer der Feuerwehrmänner rennt in das brennende Haus und rettet einer Frau und ihrer Tochter das Leben. Die nächste Sequenz zeigt diese Rettung von Frau und Tochter, diesmal gefilmt von außerhalb des Hauses. Schließlich bekommen die Feuerwehrmänner die Flammen in den Griff.

## Die Szenen des Films
Der Film besteht aus insgesamt neun einzelnen Szenen, die in sieben Abschnitte zusammengefasst wurden.
1. The Fireman’s Vision of an Imperilled [sic] Woman and Child.
2. A Close View of a New York Fire Alarm Box.
3. The Interior of the Sleeping Quarters in the Fire House.
4. Interior of the Engine House.
5. The Apparatus Leaving the Engine House.
6. Off to the Fire.
7. The Arrival at the Fire.